# Areto (figlio di Priamo)
Areto (in greco antico: Ἄρητος?, Aretus) è un personaggio della mitologia greca, uno dei figli di Priamo ed uno dei valenti eroi che si parteciparono alla guerra di Troia.

## Mitologia
Areto, insieme al suo amico Cromio, si unirono alle schiere troiane durante la guerra di Troia ed in una delle battaglie Areto si scontrò con Automedonte, sperando di rubargli i cavalli dopo averlo ucciso ma non riuscì a schivare la veloce lancia scagliata dal nemico, che trapassò il suo scudo e lo ferì mortalmente. 

Cromio dovette abbandonarlo nel campo di battaglia e ritirarsi.